# 마블 애니메이션
마블 애니메이션 주식회사(Marvel Animation, lnc.)은 2008년 1월에 설립된 미국의 애니메이션 제작사이다. 라이온스게이트와 니켈로디언과 함께 애니메이션을 제작하고 있다. 마블 텔레비전 하에서 운영되고 있다.

## 제작

### 애니메이션 시리즈
마블 엔터테인먼트
- 울버린과 엑스맨
- 아이언맨: 아머드 어드벤처스(Iron Man: Armored Adventures)
- 슈퍼 히어로 스쿼드
- 어벤저스: 지구 최강의 영웅들

마블 텔레비전
- 얼티밋 스파이더맨 (애니메이션)
- 어벤져스 어셈블
- 가디언즈 오브 갤럭시 (애니메이션)
- 스파이더맨 (2017년 애니메이션)

마블 스튜디오
- 스파이디 그리고 놀라운 친구들
- 문걸과 데빌 다이노소어

### TV 영화
- 마블 라이징: 시크릿 워리어즈

### 마블 나이츠 애니메이션
- 스파이더우먼 (제시카 드루)
- 블랙 팬서 (애니메이션)

## 같이 보기
- 마블 코믹스 원작의 영화 작품 목록